# 照魔鏡

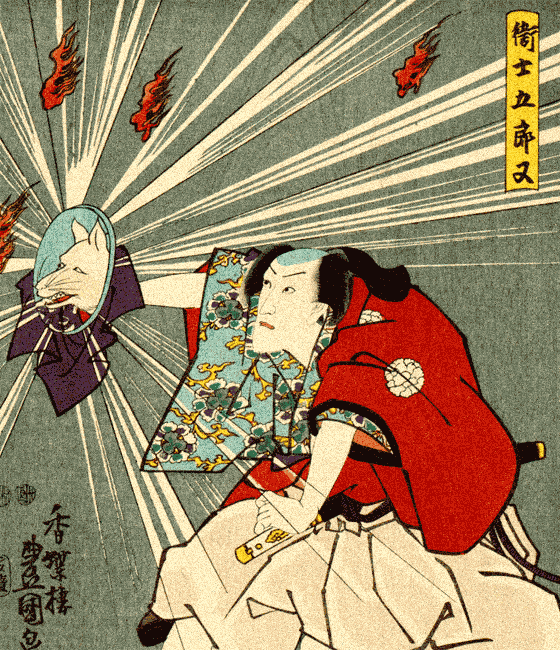
市川團十郎による「衛士五郎又」（歌川豊国,1850年『碁太平記達手形』の役者絵。

照魔鏡（しょうまきょう）は、中国や日本の伝承に登場する鏡。妖怪の正体や妖術を照らし出してあばくとされている。降妖鏡（ごうようきょう）とも。

## 概要
中国明代の徐炬明による『事物原始』七国伝に、姜太公（太公望）が照魔鏡で、順風耳（こと高明）と千里眼（こと高覽）という二人兄弟の妖魔を照らしたという記述が見られる。
日本においては、やはり明代の小説『封神演義』を翻案した『通俗列国志』（別名『通俗武王軍談』）をはじめ、高井蘭山『絵本三国妖婦伝』（1804年）にはなどに、照魔鏡を使って妲己（殷の王朝を滅ぼしたとされる傾国の皇妃）の正体が九尾の狐であることを、太公望や雲中子がつきつめたことになっている。
漢籍にそのような言及がないわけではなく、明代の余邵魚 （1566年盛）撰『春秋列国志伝』巻之一（陳眉公評本、万暦43/1615年刊）にやはり雲中子が照魔鏡をつかって妲己の正体が古狐にすりかわっていることをあぶりだす。
歌舞伎などの戯曲では、九尾の狐（玉藻前）や狐が登場する作品に鏡を使ってその妖術や正体が照らし出される演出が使われていた。
光を反射し物体を映す鏡の威力によって「魔性のものを照らし出す」という要素は、照魔鏡に限らずとも鏡全般についても見受けられるものであるが、「照魔鏡」はそのような役割に特化した語句として用いられる。

## 慣用句としての照魔鏡
物語などで語られる要素から転じて、「真実を照らし出して見る・あばきあげて見る」という表現として照魔鏡は「照魔鏡に照らす」などの慣用表現としても使われている。
明治時代以降は、秘密・隠蔽事項や裏事情・ゴシップをあばく印刷物（書籍や雑誌記事）、怪文書などに「照魔鏡」と冠した題がつけられている。
- 廓清会『文壇照魔鏡』（1901年、与謝野鉄幹に対してのもの）
- 吐月峯「財界照魔鏡」（1911年、『日曜画報』1巻39号 記事）
- 「遊郭照魔鏡」（1916年、『紅灯ロマンス』所収）
- 安谷量衡『照魔鏡 正信問答』（1931年）
- 浅野和三郎『照魔鏡 正信と迷信の識別標準』（1935年）
- 南博『社会心理照魔鏡』（1956年）光文社
- 稲垣武「マスコミ照魔鏡」（1996年～2008年、『正論』での連載）

## 照妖鑑
中国の明の時代の小説『封神演義』では、雲中子（うんちゅうし）の所持していた宝貝として妖怪の正体を映し出す照妖鑑（しょうようかん）という鏡が登場している。